# Di tích quốc gia đặc biệt (Việt Nam)
Di tích là dấu vết của quá khứ còn lưu lại trong lòng đất hoặc trên mặt đất có ý nghĩa về mặt văn hóa và lịch sử". Ở Việt Nam, một di tích khi đủ các điều kiện sẽ được công nhận theo thứ tự: di tích cấp tỉnh, di tích cấp quốc gia và di tích quốc gia đặc biệt. Di tích quốc gia đặc biệt là những di tích Việt Nam có giá trị đặc biệt tiêu biểu của quốc gia. Di tích quốc gia đặc biệt do Thủ tướng Chính phủ quyết định xếp hạng trên cơ sở lựa chọn các di tích quan trọng đã được Bộ Văn hóa, Thể thao và Du lịch xếp hạng là di tích quốc gia, lần xếp hạng đầu tiên là vào năm 2009.
Hiện nay, sau đợt xếp hạng thứ 17 vào ngày 17 tháng 1 năm 2025, Việt Nam có tổng cộng 144 di tích quốc gia đặc biệt. Đồng bằng sông Hồng là vùng có nhiều di tích được xếp hạng nhất cả nước với 62 di tích và 22 trong số đó thuộc thủ đô Hà Nội. Các di sản thế giới tại Việt Nam đều được xếp hạng di tích quốc gia đặc biệt.

## Phân loại
Trong số 144 di tích quốc gia đặc biệt quan trọng của Việt Nam sau 17 đợt xếp hạng có:
- 2 di tích lịch sử, kiến trúc nghệ thuật và khảo cổ
- 8 di tích lịch sử và danh lam thắng cảnh
- 1 di tích lịch sử và khảo cổ
- 19 di tích lịch sử và kiến trúc nghệ thuật
- 3 di tích khảo cổ và kiến trúc nghệ thuật
- 9 danh lam thắng cảnh đơn thuần
- 10 di tích khảo cổ đơn thuần
- 30 di tích kiến trúc nghệ thuật đơn thuần
- 65 di tích là các di tích lịch sử đơn thuần

Thủ tướng Chính phủ là người ra quyết định xếp hạng di tích quốc gia đặc biệt đồng thời quyết định việc đề nghị Tổ chức Giáo dục, Khoa học và Văn hóa Liên Hợp Quốc (UNESCO) xem xét đưa di tích tiêu biểu của Việt Nam vào Danh mục di sản thế giới.

## Tiêu chí đánh giá
| Tiêu chí | Loại hình tương ứng  |
| --- | -------------------- |
| Công trình xây dựng, địa điểm ghi dấu sự kiện đánh dấu bước chuyển biến đặc biệt quan trọng của lịch sử dân tộc hoặc gắn với anh hùng dân tộc, danh nhân tiêu biểu có ảnh hưởng to lớn đối với tiến trình lịch sử của dân tộc.                                                                              | Lịch sử              |
| Công trình kiến trúc, nghệ thuật, quần thể kiến trúc, tổng thể kiến trúc đô thị và địa điểm cư trú có giá trị tiêu biểu trong các giai đoạn phát triển kiến trúc, nghệ thuật Việt Nam. | Kiến trúc nghệ thuật |
| Địa điểm khảo cổ có giá trị nổi bật đánh dấu các giai đoạn phát triển văn hóa khảo cổ quan trọng của Việt Nam và thế giới. | Khảo cổ              |
| Cảnh quan thiên nhiên nổi tiếng hoặc địa điểm có sự kết hợp giữa cảnh quan thiên nhiên với công trình kiến trúc, nghệ thuật có giá trị đặc biệt của quốc gia hoặc khu vực thiên nhiên có giá trị về địa chất, địa mạo, địa lý, đa dạng sinh học và hệ sinh thái đặc thù nổi tiếng của Việt Nam và thế giới. | Danh lam thắng cảnh  |

## Thống kê
| Loại hình                    | Số di tích |
| ---------------------------- | ---------- |
| Danh lam thắng cảnh          | 17         |
| Di tích khảo cổ              | 14         |
| Di tích kiến trúc nghệ thuật | 49         |
| Di tích lịch sử              | 87         |

## Danh sách các di tích quốc gia đặc biệt qua các đợt xếp hạng

### Đợt 1 (2009)
| Di tích                                            | Hình ảnh | Địa điểm | Hạng mục                              | Ghi chú                                                        |
| -------------------------------------------------- | -------- | --- | ------------------------------------- | -------------------------------------------------------------- |
| Khu trung tâm Hoàng thành Thăng Long - Hà Nội      |          | Quận Ba Đình, thành phố Hà Nội 21°02′11″B 105°50′35″Đ / 21,03639°B 105,84306°Đ                                                                         | Di tích lịch sử, khảo cổ              | Được UNESCO công nhận là Di sản văn hóa thế giới năm 2010      |
| Vườn quốc gia Phong Nha - Kẻ Bàng                  |          | Huyện Bố Trạch và huyện Minh Hóa, tỉnh Quảng Bình 17°30′0″B 106°10′30″Đ / 17,5°B 106,175°Đ                                                             | Di tích lịch sử, danh lam thắng cảnh  | Được UNESCO công nhận là Di sản thiên nhiên thế giới năm 2003. |
| Chiến trường Điện Biên Phủ                         |          | Thành phố Điện Biên Phủ, huyện Điện Biên và huyện Tuần Giáo, tỉnh Điện Biên 21°23′13″B 103°0′56″Đ / 21,38694°B 103,01556°Đ                             | Di tích lịch sử                       |                                                                |
| Quần thể di tích Cố đô Huế                         |          | Thành phố Huế, thị xã Hương Thủy, thị xã Hương Trà, huyện Phú Vang, huyện Phú Lộc, tỉnh Thừa Thiên Huế 16°28′11″B 107°34′40″Đ / 16,46972°B 107,57778°Đ | Di tích lịch sử, kiến trúc nghệ thuật | Được UNESCO công nhận là Di sản văn hóa thế giới năm 1993      |
| Khu lưu niệm Chủ tịch Hồ Chí Minh tại Phủ Chủ tịch |          | Quận Ba Đình, thành phố Hà Nội 21°2′20″B 105°50′3″Đ / 21,03889°B 105,83417°Đ                                                                           | Di tích lịch sử                       |                                                                |
| Dinh Độc Lập                                       |          | Quận 1, Thành phố Hồ Chí Minh10°46′37″B 106°41′43″Đ / 10,77694°B 106,69528°Đ                                                                           | Di tích lịch sử                       |                                                                |
| Đền Hùng                                           |          | Thành phố Việt Trì, huyện Lâm Thao, huyện Phù Ninh, tỉnh Phú Thọ 21°22′02″B 105°19′26″Đ / 21,3672941°B 105,3238621°Đ                                   | Di tích lịch sử                       |                                                                |
| Đô thị cổ Hội An                                   |          | Thành phố Hội An, tỉnh Quảng Nam 15°52′43″B 108°20′05″Đ / 15,878605°B 108,33483°Đ                                                                      | Di tích kiến trúc nghệ thuật          | Được UNESCO công nhận là Di sản văn hóa thế giới năm 1999      |
| Khu đền tháp Mỹ Sơn                                |          | Huyện Duy Xuyên, tỉnh Quảng Nam 15°46′0″B 108°07′0″Đ / 15,76667°B 108,11667°Đ                                                                          | Di tích kiến trúc nghệ thuật          | Được UNESCO công nhận là Di sản văn hóa thế giới năm 1999      |
| Vịnh Hạ Long                                       |          | Thành phố Hạ Long, thành phố Cẩm Phả, huyện Vân Đồn, tỉnh Quảng Ninh 20°52′36″B 107°08′14″Đ / 20,876777°B 107,137184°Đ                                 | Danh lam thắng cảnh                   | Được UNESCO công nhận là Di sản thiên nhiên thế giới năm 1994  |

### Đợt 2 (2012)
| Di tích                                             | Hình ảnh | Địa điểm | Hạng mục                                       | Ghi chú                                                                                    |
| --------------------------------------------------- | -------- | --- | ---------------------------------------------- | ------------------------------------------------------------------------------------------ |
| Cố đô Hoa Lư                                        |          | Thành phố Hoa Lư, tỉnh Ninh Bình20°16′54″B 105°53′49″Đ / 20,2816137°B 105,8968394°Đ                            | Di tích lịch sử, kiến trúc nghệ thuật          | Nằm trong Quần thể danh thắng Tràng An, Di sản văn hóa và thiên nhiên thế giới năm 2014    |
| Khu lưu niệm Chủ tịch Tôn Đức Thắng tại Mỹ Hòa Hưng |          | Thành phố Long Xuyên, tỉnh An Giang 10°23′15″B 105°24′17″Đ / 10,3875364°B 105,4047805°Đ                        | Di tích lịch sử                                |                                                                                            |
| Căn cứ Trung ương cục miền Nam                      |          | Huyện Tân Biên, tỉnh Tây Ninh 11°35′14″B 105°57′53″Đ / 11,58722°B 105,96472°Đ                                  | Di tích lịch sử                                |                                                                                            |
| Nhà tù Côn Đảo                                      |          | Huyện Côn Đảo, tỉnh Bà Rịa – Vũng Tàu 8°40′57″B 106°36′26″Đ / 8,6825°B 106,60722°Đ                             | Di tích lịch sử                                |                                                                                            |
| Những địa điểm Khởi nghĩa Yên Thế                   |          | Huyện Yên Thế, huyện Việt Yên, huyện Tân Yên và thành phố Bắc Giang, tỉnh Bắc Giang                            | Di tích lịch sử                                |                                                                                            |
| Pác Bó                                              |          | Huyện Hà Quảng, tỉnh Cao Bằng                                                                                  | Di tích lịch sử                                |                                                                                            |
| Chiến khu Tân Trào                                  |          | Huyện Sơn Dương và huyện Yên Sơn, tỉnh Tuyên Quang                                                             | Di tích lịch sử                                |                                                                                            |
| Thành nhà Hồ                                        |          | Xã Tây Đô, tỉnh Thanh Hóa 20°4′40″B 105°36′17″Đ / 20,07778°B 105,60472°Đ                                       | Di tích lịch sử, kiến trúc nghệ thuật, khảo cổ | Được UNESCO công nhận là Di sản văn hóa thế giới năm 2011                                  |
| Tràng An - Tam Cốc - Bích Động                      |          | Thành phố Hoa Lư, huyện Gia Viễn, huyện Nho Quan, tỉnh Ninh Bình 20°15′21″B 105°54′56″Đ / 20,2557°B 105,9156°Đ | Danh lam thắng cảnh                            | Nằm trong Quần thể danh thắng Tràng An, Di sản văn hóa và thiên nhiên thế giới năm 2014    |
| Văn Miếu - Quốc Tử Giám                             |          | Quận Ba Đình và quận Đống Đa, thành phố Hà Nội 21°1′43″B 105°50′8″Đ / 21,02861°B 105,83556°Đ                   | Di tích lịch sử, kiến trúc nghệ thuật          |                                                                                            |
| Khu lưu niệm Chủ tịch Hồ Chí Minh tại Kim Liên      |          | Huyện Nam Đàn, tỉnh Nghệ An                                                                                    | Di tích lịch sử                                |                                                                                            |
| An toàn khu (ATK) Định Hóa                          |          | Huyện Định Hóa, tỉnh Thái Nguyên 21°53′50″B 105°38′1″Đ / 21,89722°B 105,63361°Đ                                | Di tích lịch sử                                |                                                                                            |
| Côn Sơn - Kiếp Bạc                                  |          | Thành phố Chí Linh, tỉnh Hải Dương                                                                             | Di tích lịch sử, kiến trúc nghệ thuật          | Dự kiến đề cử Quần thể di tích và danh thắng Yên Tử làm Di sản văn hóa thế giới của UNESCO |

### Đợt 3 (2012)
| Di tích                   | Hình ảnh | Địa điểm | Hạng mục                                       | Ghi chú                                                                                    |
| ------------------------- | -------- | --- | ---------------------------------------------- | ------------------------------------------------------------------------------------------ |
| Cổ Loa                    |          | Huyện Đông Anh, thành phố Hà Nội 21°06′48″B 105°52′24″Đ / 21,113408°B 105,873206°Đ                                                         | Di tích lịch sử, kiến trúc nghệ thuật, khảo cổ |                                                                                            |
| Đền Trần và Chùa Phổ Minh |          | Thành phố Nam Định, tỉnh Nam Định 20°27′20″B 106°09′58″Đ / 20,4554335°B 106,1659867°Đ, 20°27′20″B 106°09′58″Đ / 20,4554335°B 106,1659867°Đ | Di tích lịch sử, kiến trúc nghệ thuật          |                                                                                            |
| Bạch Đằng                 |          | Thị xã Quảng Yên, thành phố Uông Bí, tỉnh Quảng Ninh 20°50′39″B 106°37′54″Đ / 20,8442°B 106,6317°Đ                                         | Di tích lịch sử                                | Dự kiến đề cử Quần thể di tích và danh thắng Yên Tử làm Di sản văn hóa thế giới của UNESCO |
| Yên Tử                    |          | Thành phố Uông Bí, thành phố Đông Triều, tỉnh Quảng Ninh                                                                                   | Di tích lịch sử, danh lam thắng cảnh           | Dự kiến đề cử Quần thể di tích và danh thắng Yên Tử làm Di sản văn hóa thế giới của UNESCO |
| Lam Kinh                  |          | Xã Lam Sơn và xã Kiên Thọ, tỉnh Thanh Hóa                                                                                                  | Di tích lịch sử, kiến trúc nghệ thuật          |                                                                                            |
| Khu lưu niệm Nguyễn Du    |          | Huyện Nghi Xuân, tỉnh Hà Tĩnh | Di tích lịch sử                                |                                                                                            |
| Chùa Keo                  |          | Huyện Vũ Thư, tỉnh Thái Bình 20°21′38″B 106°17′50″Đ / 20,36056°B 106,29722°Đ                                                               | Di tích kiến trúc nghệ thuật                   |                                                                                            |
| Óc Eo – Ba Thê            |          | Huyện Thoại Sơn, tỉnh An Giang 10°15′17″B 105°9′6″Đ / 10,25472°B 105,15167°Đ                                                               | Di tích kiến trúc nghệ thuật, khảo cổ          |                                                                                            |
| Gò Tháp                   |          | Huyện Tháp Mười, tỉnh Đồng Tháp 10°34′59″B 105°48′00″Đ / 10,583°B 105,8°Đ                                                                  | Di tích kiến trúc nghệ thuật, khảo cổ          |                                                                                            |
| Hồ Ba Bể                  |          | Huyện Ba Bể, tỉnh Bắc Kạn 22°25′B 105°37′Đ / 22,417°B 105,617°Đ                                                                            | Danh lam thắng cảnh                            | Dự kiến đề cử Di sản thiên nhiên thế giới của UNESCO                                       |
| Vườn quốc gia Cát Tiên    |          | Tỉnh Đồng Nai, tỉnh Bình Phước, tỉnh Lâm Đồng 11°30′B 107°20′Đ / 11,5°B 107,333°Đ                                                          | Danh lam thắng cảnh                            | Dự kiến đề cử Di sản thiên nhiên thế giới                                                  |

### Đợt 4 (2013)
| Di tích                                                                    | Hình ảnh                                              | Địa điểm | Hạng mục                              | Ghi chú                                   |
| -------------------------------------------------------------------------- | ----------------------------------------------------- | --- | ------------------------------------- | ----------------------------------------- |
| Đường Trường Sơn - Đường Hồ Chí Minh                                       |                                                       | Tỉnh Nghệ An, tỉnh Hà Tĩnh, tỉnh Quảng Bình, tỉnh Quảng Trị, tỉnh Thừa Thiên Huế, tỉnh Quảng Nam, tỉnh Kon Tum, tỉnh Gia Lai, tỉnh Đắk Lắk, tỉnh Đắk Nông, tỉnh Bình Phước | Di tích lịch sử                       |                                           |
| Đền Hai Bà Trưng                                                           |                                                       | Huyện Mê Linh, thành phố Hà Nội | Di tích lịch sử                       |                                           |
| Đền Hát Môn                                                                | Tập tin:Đàn thề đá, Đền Hát Môn, thờ Hai Bà Trưng.jpg | Huyện Phúc Thọ, thành phố Hà Nội | Di tích lịch sử                       |                                           |
| Khu di tích nhà Trần tại Đông Triều                                        |                                                       | Thành phố Đông Triều, tỉnh Quảng Ninh | Di tích lịch sử                       |                                           |
| Rừng Trần Hưng Đạo                                                         |                                                       | Huyện Nguyên Bình, tỉnh Cao Bằng | Di tích lịch sử                       |                                           |
| Đôi bờ Hiền Lương - Bến Hải                                                |                                                       | Huyện Gio Linh và huyện Vĩnh Linh, tỉnh Quảng Trị | Di tích lịch sử                       |                                           |
| Thành cổ Quảng Trị và những địa điểm lưu niệm sự kiện 81 ngày đêm năm 1972 |                                                       | Thị xã Quảng Trị, huyện Triệu Phong và huyện Hải Lăng, tỉnh Quảng Trị | Di tích lịch sử                       |                                           |
| Chiến thắng Chương Thiện                                                   |                                                       | Thành phố Vị Thanh và huyện Long Mỹ, tỉnh Hậu Giang | Di tích lịch sử                       |                                           |
| Đền Phù Đổng                                                               |                                                       | Huyện Gia Lâm, thành phố Hà Nội 21°01′11″B 105°56′14″Đ / 21,01972°B 105,93722°Đ                                                                                            | Di tích lịch sử, kiến trúc nghệ thuật |                                           |
| Hồ Hoàn Kiếm và Đền Ngọc Sơn                                               |                                                       | Quận Hoàn Kiếm, thành phố Hà Nội 21°01′51″B 105°51′07″Đ / 21,0307°B 105,852°Đ                                                                                              | Di tích lịch sử, danh lam thắng cảnh  |                                           |
| Đình Tây Đằng                                                              |                                                       | Huyện Ba Vì, thành phố Hà Nội | Di tích kiến trúc nghệ thuật          |                                           |
| Chùa Bút Tháp                                                              |                                                       | Thị xã Thuận Thành, tỉnh Bắc Ninh 21°03′39″B 106°01′20″Đ / 21,06083°B 106,0222°Đ                                                                                           | Di tích kiến trúc nghệ thuật          |                                           |
| Chùa Dâu                                                                   |                                                       | Thị xã Thuận Thành, tỉnh Bắc Ninh 21°02′05″B 106°02′27″Đ / 21,0348283°B 106,0409633°Đ                                                                                      | Di tích kiến trúc nghệ thuật          |                                           |
| Quần đảo Cát Bà                                                            |                                                       | Huyện Cát Hải, thành phố Hải Phòng 20°50′0″B 107°00′0″Đ / 20,83333°B 107°Đ                                                                                                 | Danh lam thắng cảnh                   | Dự kiến đề cử Di sản thiên nhiên thế giới |

### Đợt 5 (2014)
| Di tích                                                | Hình ảnh | Địa điểm                                                                        | Hạng mục                              | Ghi chú |
| ------------------------------------------------------ | -------- | ------------------------------------------------------------------------------- | ------------------------------------- | ------- |
| Khu lăng mộ và đền thờ các vị vua triều Lý             |          | Thành phố Từ Sơn, tỉnh Bắc Ninh 21°06′26″B 105°57′37″Đ / 21,10722°B 105,96028°Đ | Di tích lịch sử                       |         |
| Khu lăng mộ và đền thờ các vị vua triều Trần           |          | Huyện Hưng Hà, tỉnh Thái Bình                                                   | Di tích lịch sử                       |         |
| Khu đền thờ Tây Sơn Tam Kiệt                           |          | Huyện Tây Sơn, tỉnh Bình Định                                                   | Di tích lịch sử                       |         |
| Địa điểm Chiến thắng Rạch Gầm - Xoài Mút               |          | Huyện Châu Thành, tỉnh Tiền Giang                                               | Di tích lịch sử                       |         |
| Nhà tù Sơn La                                          |          | Thành phố Sơn La, tỉnh Sơn La                                                   | Di tích lịch sử                       |         |
| Nhà tù Phú Quốc                                        |          | Thành phố Phú Quốc, tỉnh Kiên Giang                                             | Di tích lịch sử                       |         |
| Địa đạo Vĩnh Mốc và hệ thống làng hầm Vĩnh Linh        |          | Huyện Vĩnh Linh, tỉnh Quảng Trị                                                 | Di tích lịch sử                       |         |
| Khu di tích Bà Triệu                                   |          | Xã Triệu Lộc, tỉnh Thanh Hóa                                                    | Di tích lịch sử, kiến trúc nghệ thuật |         |
| Chùa Thầy và khu núi đá Sài Sơn, Hoàng Xá, Phượng Cách |          | Huyện Quốc Oai, thành phố Hà Nội                                                | Di tích lịch sử, kiến trúc nghệ thuật |         |
| Chùa Tây Phương                                        |          | Huyện Thạch Thất, thành phố Hà Nội                                              | Di tích kiến trúc nghệ thuật          |         |
| Chùa Phật Tích                                         |          | Huyện Tiên Du, tỉnh Bắc Ninh                                                    | Di tích lịch sử, kiến trúc nghệ thuật |         |
| Đền Sóc                                                |          | Huyện Sóc Sơn, thành phố Hà Nội                                                 | Di tích kiến trúc nghệ thuật          |         |
| Khu di tích Phố Hiến                                   |          | Thành phố Hưng Yên, tỉnh Hưng Yên                                               | Di tích lịch sử, kiến trúc nghệ thuật |         |
| Cát Tiên                                               |          | Huyện Cát Tiên, tỉnh Lâm Đồng                                                   | Di tích khảo cố                       |         |

### Đợt 6 (2015)
| Di tích                                             | Hình ảnh | Địa điểm                                                                            | Hạng mục                              | Ghi chú                               |
| --------------------------------------------------- | -------- | ----------------------------------------------------------------------------------- | ------------------------------------- | ------------------------------------- |
| Đền thờ Nguyễn Bỉnh Khiêm                           |          | Huyện Vĩnh Bảo, thành phố Hải Phòng                                                 | Di tích lịch sử                       |                                       |
| Đền Trần Thương                                     |          | Huyện Lý Nhân, tỉnh Hà Nam                                                          | Di tích lịch sử, kiến trúc nghệ thuật |                                       |
| Tháp Bình Sơn                                       |          | Huyện Sông Lô, tỉnh Vĩnh Phúc                                                       | Di tích kiến trúc nghệ thuật          |                                       |
| Tây Thiên - Tam Đảo                                 |          | Huyện Tam Đảo, tỉnh Vĩnh Phúc                                                       | Di tích lịch sử, danh lam thắng cảnh  |                                       |
| Căn cứ Bộ chỉ huy Quân giải phóng miền Nam Việt Nam |          | Huyện Lộc Ninh, tỉnh Bình Phước                                                     | Di tích lịch sử                       |                                       |
| Chùa Vĩnh Nghiêm                                    |          | Thành phố Bắc Giang, tỉnh Bắc Giang 21°12′53″B 106°19′25″Đ / 21,21472°B 106,32361°Đ | Di tích lịch sử, kiến trúc nghệ thuật |                                       |
| Địa đạo Củ Chi                                      |          | Huyện Củ Chi, Thành phố Hồ Chí Minh                                                 | Di tích lịch sử                       |                                       |
| Tháp Chăm Dương Long                                |          | Huyện Tây Sơn, tỉnh Bình Định                                                       | Di tích kiến trúc nghệ thuật          |                                       |
| Hang Con Moong và các di tích phụ cận               |          | Xã Thành Vinh, tỉnh Thanh Hóa                                                       | Di tích khảo cổ                       | Dự kiến đề cử Di sản văn hóa thế giới |
| Mộ cự thạch Hàng Gòn                                |          | Thành phố Long Khánh, tỉnh Đồng Nai                                                 | Di tích khảo cổ                       |                                       |

### Đợt 7 (2016)
| Di tích                                                         | Hình ảnh | Địa điểm                                                                         | Hạng mục                              | Ghi chú |
| --------------------------------------------------------------- | -------- | -------------------------------------------------------------------------------- | ------------------------------------- | ------- |
| Khởi nghĩa Bắc Sơn                                              |          | Huyện Bắc Sơn, tỉnh Lạng Sơn                                                     | Di tích lịch sử                       |         |
| Địa điểm diễn ra Đại hội Đại biểu toàn quốc lần thứ II của Đảng |          | Huyện Chiêm Hóa, tỉnh Tuyên Quang                                                | Di tích lịch sử                       |         |
| An toàn khu (ATK) Chợ Đồn                                       |          | Huyện Chợ Đồn, tỉnh Bắc Kạn                                                      | Di tích lịch sử                       |         |
| Chùa Bổ Đà                                                      |          | Thị xã Việt Yên, tỉnh Bắc Giang                                                  | Di tích lịch sử, kiến trúc nghệ thuật |         |
| Quần thể An Phụ - Kính Chủ - Nhẫm Dương                         |          | Thị xã Kinh Môn, tỉnh Hải Dương                                                  | Di tích lịch sử, danh lam thắng cảnh  |         |
| Chùa Keo Hành Thiện                                             |          | Huyện Xuân Trường, tỉnh Nam Định 20°20′32″B 106°19′18″Đ / 20,34222°B 106,32167°Đ | Di tích kiến trúc nghệ thuật          |         |
| Khu lưu niệm Phan Bội Châu tại Nam Đàn                          |          | Huyện Nam Đàn, tỉnh Nghệ An                                                      | Di tích lịch sử                       |         |
| Phật viện Đồng Dương                                            |          | Huyện Thăng Bình, tỉnh Quảng Nam                                                 | Di tích khảo cổ, kiến trúc nghệ thuật |         |
| Địa điểm Chiến thắng Đăk Tô-Tân Cảnh                            |          | Huyện Đăk Tô, tỉnh Kon Tum                                                       | Di tích lịch sử                       |         |
| Tháp Hòa Lai                                                    |          | Huyện Thuận Bắc, tỉnh Ninh Thuận                                                 | Di tích kiến trúc nghệ thuật, khảo cổ |         |
| Tháp Pô Klong Garai                                             |          | Thành phố Phan Rang – Tháp Chàm, tỉnh Ninh Thuận                                 | Di tích kiến trúc nghệ thuật          |         |
| Đồng Khởi Bến Tre                                               |          | Huyện Mỏ Cày Nam, tỉnh Bến Tre                                                   | Di tích lịch sử                       |         |
| Mộ và Khu tưởng niệm Nguyễn Đình Chiểu                          |          | Huyện Ba Tri, tỉnh Bến Tre                                                       | Di tích lịch sử                       |         |

### Đợt 8 (2017)
| Di tích                                 | Hình ảnh | Địa điểm                                            | Hạng mục                              | Ghi chú |
| --------------------------------------- | -------- | --------------------------------------------------- | ------------------------------------- | ------- |
| Đền Cửa Ông                             |          | Thành phố Cẩm Phả và huyện Vân Đồn, tỉnh Quảng Ninh | Di tích lịch sử                       |         |
| Văn miếu Mao Điền                       |          | Huyện Cẩm Giàng, tỉnh Hải Dương                     | Di tích lịch sử                       |         |
| Địa điểm khởi nghĩa Ba Tơ               |          | Huyện Ba Tơ, tỉnh Quảng Ngãi                        | Di tích lịch sử                       |         |
| Địa điểm Chiến thắng Biên giới năm 1950 |          | Huyện Thạch An, tỉnh Cao Bằng                       | Di tích lịch sử                       |         |
| Chùa Đọi Sơn                            |          | Thị xã Duy Tiên, tỉnh Hà Nam                        | Di tích lịch sử, kiến trúc nghệ thuật |         |
| Đền Xưa - Chùa Giám - Đền Bia           |          | Huyện Cẩm Giàng, tỉnh Hải Dương                     | Di tích lịch sử, kiến trúc nghệ thuật |         |
| Thành Điện Hải                          |          | Quận Hải Châu, thành phố Đà Nẵng                    | Di tích lịch sử                       |         |
| Quần thể Hương Sơn (Chùa Hương)         |          | Huyện Mỹ Đức, thành phố Hà Nội                      | Di tích lịch sử, danh lam thắng cảnh  |         |
| Đình Hoành Sơn                          |          | Huyện Nam Đàn, tỉnh Nghệ An                         | Di tích kiến trúc nghệ thuật          |         |
| Đình Chèm                               |          | Quận Bắc Từ Liêm, thành phố Hà Nội                  | Di tích kiến trúc nghệ thuật          |         |

### Đợt 9 (2018)
| Di tích                                    | Hình ảnh                     | Địa điểm                                          | Hạng mục                     | Ghi chú |
| ------------------------------------------ | ---------------------------- | ------------------------------------------------- | ---------------------------- | ------- |
| Tháp Nhạn                                  |                              | Thành phố Tuy Hòa, tỉnh Phú Yên                   | Di tích kiến trúc nghệ thuật |         |
| Chùa Thái Lạc                              |                              | Huyện Văn Lâm, tỉnh Hưng Yên                      | Di tích kiến trúc nghệ thuật |         |
| Đền thờ Lê Hoàn                            |                              | Xã Xuân Lập, tỉnh Thanh Hóa                       | Di tích kiến trúc nghệ thuật |         |
| Đình Tường Phiêu                           | Tập tin:Đình Tường Phiêu.jpg | Huyện Phúc Thọ, thành phố Hà Nội                  | Di tích kiến trúc nghệ thuật |         |
| Đình Thổ Tang                              |                              | Huyện Vĩnh Tường, tỉnh Vĩnh Phúc                  | Di tích kiến trúc nghệ thuật |         |
| Đình So                                    |                              | Huyện Quốc Oai, thành phố Hà Nội                  | Di tích kiến trúc nghệ thuật |         |
| Gò Đống Đa                                 |                              | Quận Đống Đa, thành phố Hà Nội                    | Di tích lịch sử              |         |
| Nhà đày Buôn Ma Thuột                      |                              | Thành phố Buôn Ma Thuột, tỉnh Đắk Lắk             | Di tích lịch sử              |         |
| Ngũ Hành Sơn                               |                              | Quận Ngũ Hành Sơn, thành phố Đà Nẵng              | Danh lam thắng cảnh          |         |
| Khu bảo tồn thiên nhiên Na Hang – Lâm Bình |                              | Huyện Na Hang và huyện Lâm Bình, tỉnh Tuyên Quang | Danh lam thắng cảnh          |         |

### Đợt 10 (2019)
| Di tích                          | Hình ảnh | Địa điểm                            | Hạng mục                             | Ghi chú |
| -------------------------------- | -------- | ----------------------------------- | ------------------------------------ | ------- |
| Chi Lăng                         |          | Huyện Chi Lăng, tỉnh Lạng Sơn       | Di tích lịch sử                      |         |
| Địa điểm Chiến thắng Xương Giang |          | Thành phố Bắc Giang, tỉnh Bắc Giang | Di tích lịch sử                      |         |
| Núi Non Nước                     |          | Thành phố Hoa Lư, tỉnh Ninh Bình    | Di tích lịch sử, danh lam thắng cảnh |         |
| Sầm Sơn                          |          | Phường Sầm Sơn, tỉnh Thanh Hóa      | Di tích lịch sử, danh lam thắng cảnh |         |
| Ruộng bậc thang Mù Cang Chải     |          | Huyện Mù Cang Chải, tỉnh Yên Bái    | Danh lam thắng cảnh                  |         |
| Đình Đại Phùng                   |          | Huyện Đan Phượng, thành phố Hà Nội  | Di tích kiến trúc nghệ thuật         |         |
| Đền - Chùa - Đình Hai Bà Trưng   |          | Quận Hai Bà Trưng, thành phố Hà Nội | Di tích kiến trúc nghệ thuật         |         |

### Đợt 11 (2020)
| Di tích                                                           | Hình ảnh                 | Địa điểm                           | Hạng mục                              | Ghi chú |
| ----------------------------------------------------------------- | ------------------------ | ---------------------------------- | ------------------------------------- | ------- |
| Hệ thống di tích lưu niệm Chủ tịch Hồ Chí Minh tại Thừa Thiên Huế |                          | Thành phố Huế, tỉnh Thừa Thiên Huế | Di tích lịch sử                       |         |
| An toàn khu II Hiệp Hòa                                           |                          | Huyện Hiệp Hòa, tỉnh Bắc Giang     | Di tích lịch sử                       |         |
| Căn cứ Cái Chanh                                                  |                          | Huyện Hồng Dân, tỉnh Bạc Liêu      | Di tích lịch sử                       |         |
| Đền An Xá                                                         |                          | Huyện Tiên Lữ, tỉnh Hưng Yên       | Di tích kiến trúc nghệ thuật          |         |
| Đình Hạ Hiệp                                                      | Tập tin:Đình Hạ Hiệp.jpg | Huyện Phúc Thọ, thành phố Hà Nội   | Di tích kiến trúc nghệ thuật          |         |
| Lăng mộ và Đền thờ Nguyễn Xí                                      |                          | Huyện Nghi Lộc, tỉnh Nghệ An       | Di tích lịch sử, kiến trúc nghệ thuật |         |
| Gành Đá Đĩa                                                       |                          | Huyện Tuy An, tỉnh Phú Yên         | Danh lam thắng cảnh                   |         |

### Đợt 12 (2022)
| Di tích                                          | Hình ảnh                  | Địa điểm                                                                  | Hạng mục                              | Ghi chú |
| ------------------------------------------------ | ------------------------- | ------------------------------------------------------------------------- | ------------------------------------- | ------- |
| Quần thể di tích Tây Sơn Thượng Đạo              | liên kết=Đặc biệt:Tải lên | Thị xã An Khê, huyện Đak Pơ, huyện Kbang và huyện Kông Chro, tỉnh Gia Lai | Di tích lịch sử                       |         |
| Khu lưu niệm Chủ tịch Hồ Chí Minh trên đảo Cô Tô | liên kết=Đặc biệt:Tải lên | Huyện Cô Tô, tỉnh Quảng Ninh                                              | Di tích lịch sử                       |         |
| Khu di tích lịch sử cách mạng Việt Nam - Lào     | liên kết=Đặc biệt:Tải lên | Huyện Yên Châu, tỉnh Sơn La                                               | Di tích lịch sử                       |         |
| Thăng Long tứ trấn                               | liên kết=Đặc biệt:Tải lên | Quận Ba Đình, quận Hoàn Kiếm và quận Đống Đa, thành phố Hà Nội            | Di tích lịch sử, kiến trúc nghệ thuật |         |

### Đợt 13 (2022)
| Di tích                     | Hình ảnh                  | Địa điểm                         | Hạng mục                     | Ghi chú                               |
| --------------------------- | ------------------------- | -------------------------------- | ---------------------------- | ------------------------------------- |
| Rộc Tưng – Gò Đá            | liên kết=Đặc biệt:Tải lên | Thị xã An Khê, tỉnh Gia Lai      | Di tích khảo cổ              |                                       |
| Văn hóa Sa Huỳnh            |                           | Thị xã Đức Phổ, tỉnh Quảng Ngãi  | Di tích khảo cổ              | Dự kiến đề cử Di sản văn hóa thế giới |
| Cụm đình Hương Canh         | liên kết=Đặc biệt:Tải lên | Huyện Bình Xuyên, tỉnh Vĩnh Phúc | Di tích kiến trúc nghệ thuật |                                       |
| Đền thờ Vua Mai Hắc Đế      | liên kết=Đặc biệt:Tải lên | Huyện Nam Đàn, tỉnh Nghệ An      | Di tích lịch sử              |                                       |
| Địa điểm Chiến thắng Ấp Bắc |                           | Thị xã Cai Lậy, tỉnh Tiền Giang  | Di tích lịch sử              |                                       |

### Đợt 14 (2023)
| Di tích             | Hình ảnh                  | Địa điểm                            | Hạng mục                     | Ghi chú |
| ------------------- | ------------------------- | ----------------------------------- | ---------------------------- | ------- |
| Thương cảng Vân Đồn | liên kết=Đặc biệt:Tải lên | Huyện Vân Đồn, tỉnh Quảng Ninh      | Di tích lịch sử              |         |
| Đình Trà Cổ         |                           | Thành phố Móng Cái, tỉnh Quảng Ninh | Di tích kiến trúc nghệ thuật |         |

### Đợt 15 (2024)
| Di tích                                             | Hình ảnh                  | Địa điểm                                                                      | Hạng mục        | Ghi chú |
| --------------------------------------------------- | ------------------------- | ----------------------------------------------------------------------------- | --------------- | ------- |
| Di tích khảo cổ Hang xóm Trại và Mái đá làng Vành   | liên kết=Đặc biệt:Tải lên | Huyện Lạc Sơn, tỉnh Hòa Bình                                                  | Di tích khảo cổ |         |
| Di tích khảo cổ Vĩnh Hưng                           |                           | Huyện Vĩnh Lợi, tỉnh Bạc Liêu                                                 | Di tích khảo cổ |         |
| Di tích lịch sử Các địa điểm khởi nghĩa Trương Định |                           | Thành phố Gò Công, huyện Gò Công Đông và huyện Tân Phú Đông, tỉnh Tiền Giang. | Di tích lịch sử |         |

### Đợt 16 (2024)
| Di tích                                   | Hình ảnh | Địa điểm                                                               | Hạng mục                               | Ghi chú                                                                                      |
| ----------------------------------------- | -------- | ---------------------------------------------------------------------- | -------------------------------------- | -------------------------------------------------------------------------------------------- |
| Quần thể di tích đình, đền, chùa Tiên Lục |          | Huyện Lạng Giang, tỉnh Bắc Giang                                       | Di tích kiến trúc nghệ thuật           |                                                                                              |
| Đình Đình Bảng                            |          | Thành phố Từ Sơn, tỉnh Bắc Ninh                                        | Di tích kiến trúc nghệ thuật           |                                                                                              |
| Khu di tích Đa Hòa - Dạ Trạch             |          | Huyện Khoái Châu, tỉnh Hưng Yên                                        | Di tích lịch sử - kiến trúc nghệ thuật |                                                                                              |
| Mộ và Khu lưu niệm Lê Hữu Trác            |          | Huyện Hương Sơn, tỉnh Hà Tĩnh                                          | Di tích lịch sử                        |                                                                                              |
| Đường Hồ Chí Minh trên biển               |          | Thành phố Hải Phòng, tỉnh Phú Yên, tỉnh Bà Rịa - Vũng Tàu, tỉnh Cà Mau | Di tích lịch sử                        |                                                                                              |
| Trận địa pháo 105mm của Đại đội 805       |          | Thành phố Điện Biên Phủ và huyện Điện Biên, tỉnh Điện Biên             | Di tích lịch sử                        | Bổ sung vào Di tích quốc gia đặc biệt Chiến trường Điện Biên Phủ xếp hạng tại đợt 1 năm 2009 |

### Đợt 17 (2025)
| Di tích                                                           | Hình ảnh | Địa điểm                            | Hạng mục                     | Ghi chú |
| ----------------------------------------------------------------- | -------- | ----------------------------------- | ---------------------------- | ------- |
| Di tích kiến trúc nghệ thuật chùa Bối Khê                         |          | Huyện Thanh Oai, Hà Nội             | Di tích kiến trúc nghệ thuật |         |
| Di tích kiến trúc nghệ thuật đền Xám                              |          | Nam Trực, tỉnh Nam Định             | Di tích kiến trúc nghệ thuật |         |
| Cụm di tích liên quan đến nhà Mạc ở Dương Kinh                    |          | Huyện Kiến Thụy, Hải Phòng          | Di tích lịch sử              |         |
| Cụm di tích Từ Lương Xâm - Căn cứ bản doanh của Ngô Quyền năm 938 |          | Hải An, tp Hải Phòng                | Di tích lịch sử              |         |
| Di tích kiến trúc nghệ thuật Tháp Bà Pô Nagar                     |          | Thành phố Nha Trang, tỉnh Khánh Hòa | Di tích lịch sử              |         |

## Các di tích đang tiến hành lập hồ sơ
| Tên di tích                                                                               | Địa điểm                                                          | Loại hình                       |
| ----------------------------------------------------------------------------------------- | ----------------------------------------------------------------- | ------------------------------- |
| Di chỉ Đồng Đậu                                                                           | Thị trấn Yên Lạc, huyện Yên Lạc, tỉnh Vĩnh Phúc                   | Khảo cổ                         |
| Quần thể đình, chùa, từ chỉ làng Thổ Hà                                                   | Xã Vân Hà, thị xã Việt Yên, tỉnh Bắc Giang                        | Kiến trúc nghệ thuật            |
| Chùa Kim Liên [đã hoàn thiện hồ sơ, chưa công nhận]                                       | Phường Quảng An, quận Tây Hồ, thành phố Hà Nội                    | Kiến trúc nghệ thuật            |
| Chùa Đậu                                                                                  | Xã Nguyễn Trãi, huyện Thường Tín, thành phố Hà Nội                | Kiến trúc nghệ thuật            |
| Ngôi nhà số 48 Hàng Ngang (Nơi Chủ tịch Hồ Chí Minh viết bản Tuyên ngôn Độc lập năm 1945) | Phường Hàng Đào, quận Hoàn Kiếm, thành phố Hà Nội                 | Lịch sử                         |
| Làng cổ Đường Lâm                                                                         | Xã Đường Lâm, thị xã Sơn Tây, thành phố Hà Nội                    | Kiến trúc nghệ thuật            |
| Đình Chu Quyến                                                                            | Xã Chu Minh, huyện Ba Vì, thành phố Hà Nội                        | Kiến trúc nghệ thuật            |
| Đình, đền Bình Đà                                                                         | Xã Bình Minh, huyện Thanh Oai, thành phố Hà Nội                   |                                 |
| Chùa Bối Khê                                                                              | Xã Tam Hung, huyện Thanh Oai, thành phố Hà Nội                    |                                 |
| Khu lưu niệm Chủ tịch Hồ Chí Minh tại K9-Đá Chông                                         | Xã Minh Quang, huyện Ba Vì, thành phố Hà Nội                      | Lịch sử                         |
| Thiên Long Uyển                                                                           | Thành phố Đông Triều, tỉnh Quảng Ninh                             | Lịch sử và khảo cổ              |
| Những địa điểm lưu niệm Chủ tịch Hồ Chí Minh tại Bắc Giang                                | Tỉnh Bắc Giang                                                    | Lịch sử                         |
| Khu di tích và danh thắng Tây Yên Tử                                                      | Huyện Lục Nam, Lục Ngạn và Sơn Động, tỉnh Bắc Giang               | Lịch sử                         |
| Đền Tranh Hải Dương                                                                       | Huyện Ninh Giang, tỉnh Hải Dương                                  | Lịch sử                         |
| Hang Xóm Trại và Mái đá Làng Vành (Văn hóa Hòa Bình)                                      | Huyên Tân Lạc, tỉnh Hoà Bình                                      | Khảo cổ                         |
| Khu di chỉ khảo cổ Đông Sơn                                                               | Phường Hàm Rồng, tỉnh Thanh Hóa                                   | Khảo cổ                         |
| Tháp Bà (Tháp Pô Nagar)                                                                   | Thành phố Nha Trang, tỉnh Khánh Hòa                               | Lịch sử và kiến trúc nghệ thuật |
| Khu di tích Phủ Dầy                                                                       | Xã Kim Thái, huyện Vụ Bản, tỉnh Nam Định                          | Lịch sử và kiến trúc nghệ thuật |
| Trường Lũy (đang lập hồ sơ)                                                               | Huyện Trà Bồng, Tư Nghĩa, Nghĩa Hành, Minh Long, Ba Tơ và Đức Phổ | Kiến trúc nghệ thuật            |
| Đình Long Hưng (Khu di tích Nam Kỳ Khởi Nghĩa năm 1940)                                   | Xã Long Hưng, huyện Châu Thành, tỉnh Tiền Giang                   | Lịch sử                         |
| Địa điểm Chiến thắng Núi Thành (đang lập hồ sơ)                                           | Xã Tam Mỹ Tây, huyện Núi Thành, tỉnh Quảng Nam                    | Lịch sử                         |
| Hệ thống khai thác nước cổ vùng Quảng Trị (đang lập hồ sơ)                                | Huyện Gio Linh, Cam Lộ, Vĩnh Linh và thành phố Đông Hà            | Khảo cổ                         |
| Chiến khu Đ (đang lập hồ sơ)                                                              | Huyện Vĩnh Cửu, tỉnh Đồng Nai                                     | Lịch sử                         |

## Di sản thế giới
Hiện tại, Việt Nam đã có 10 di tích quốc gia đặc biệt được UNESCO công nhận trong 8 Di sản thế giới gồm:
- 3 di tích quốc gia đặc biệt đồng thời là Di sản thiên nhiên thế giới:

1. Vịnh Hạ Long, được công nhận năm 1994 theo tiêu chí (VII) và năm 2000 theo tiêu chí (VIII).
2. Quần đảo Cát Bà, được công nhận năm 2023 theo tiêu chí mở rộng Vịnh Hạ Long thành Vịnh Hạ Long - Quần đảo Cát Bà.
3. Vườn Quốc gia Phong Nha - Kẻ Bàng, năm 2003, là di sản thiên nhiên thế giới theo tiêu chí (VIII).

- 5 di tích quốc gia đặc biệt đồng thời là 5 Di sản văn hóa thế giới gồm:

1. Quần thể di tích Cố đô Huế, năm 1993, là di sản văn hóa thế giới theo tiêu chí (IV).
2. Phố cổ Hội An, năm 1999, là di sản văn hóa thế giới theo tiêu chí (II) (V).
3. Thánh địa Mỹ Sơn, năm 1999, là di sản văn hóa thế giới theo tiêu chí (II) (III).
4. Khu di tích trung tâm Hoàng thành Thăng Long, năm 2010, là di sản văn hóa thế giới theo tiêu chí (II) (III) và (VI).
5. Thành nhà Hồ, năm 2011, là di sản văn hóa thế giới theo tiêu chí (II) và (IV)

- 2 di tích quốc gia đặc biệt đồng thời là 1 Di sản thế giới hỗn hợp:

1. Quần thể danh thắng Tràng An, năm 2014, theo các tiêu chí (VII) và VIII) của một di sản thiên nhiên thế giới và tiêu chí (V) của một di sản văn hóa thế giới. Di sản thế giới kép này gồm 2 di tích quốc gia đặc biệt là Khu thắng cảnh Tràng An - Tam Cốc - chùa Bích Động và Quần thể di tích Cố đô Hoa Lư.

- Những đề cử trong tương lai:

1. Quần thể di tích và danh thắng Yên Tử bao gồm 04 Di tích quốc gia đặc biệt là Khu di tích lịch sử và danh lam thắng cảnh Yên Tử, Di tích lịch sử Nhà Trần tại Đông Triều (Quảng Ninh), Di tích lịch sử và kiến trúc nghệ thuật Côn Sơn - Kiếp Bạc (Hải Dương) và Di tích lịch sử và kiến trúc nghệ thuật Chùa Vĩnh Nghiêm (Bắc Giang), và 01 Di tích quốc gia Chùa Thanh Mai, xã Hoàng Hoa Thám, thành phố Chí Linh.
2. Khu di sản thiên nhiên Ba Bể-Na Hang bao gồm Danh lam thắng cảnh Hồ Ba Bể và Khu bảo tồn thiên nhiên Na Hang-Lâm Bình.
3. Di tích Văn hóa Óc Eo bao gồm 02 di tích quốc gia đặc biệt là Di tích khảo cổ-kiến trúc nghệ thuật Óc Eo-Ba Thê, huyện Thoại Sơn, tỉnh An Giang và Di tích khảo cổ-kiến trúc nghệ thuật Gò Tháp, huyện Tháp Mười, tỉnh Đồng Tháp và 01 Di tích quốc gia Di chỉ khảo cổ Nền Chùa, xã Mỹ Phước, huyện Hòn Đất, tỉnh Kiên Giang.

## Hình ảnh một số di tích quốc gia đặc biệt

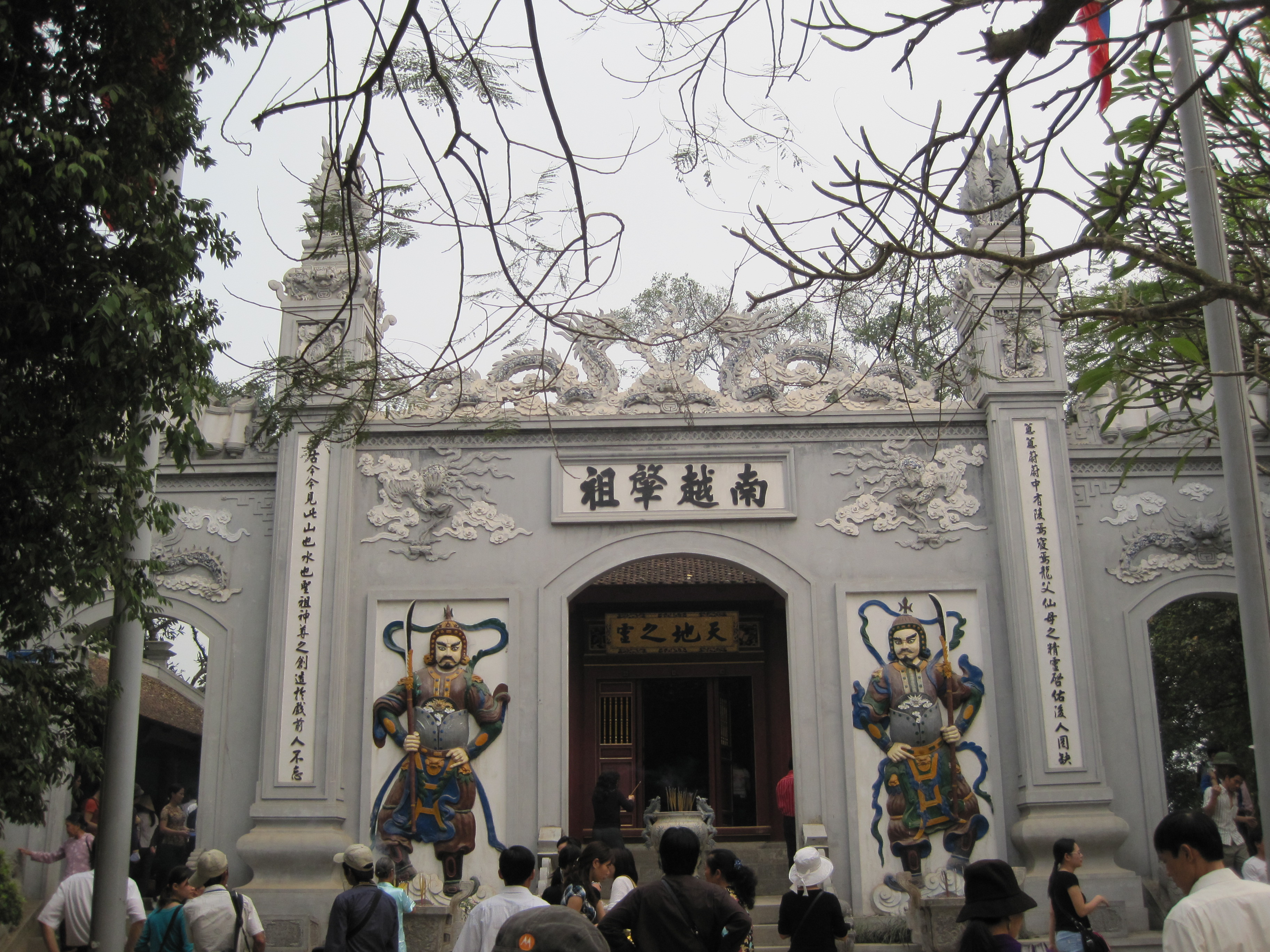
Di tích lịch sử đền Hùng ở Phú Thọ
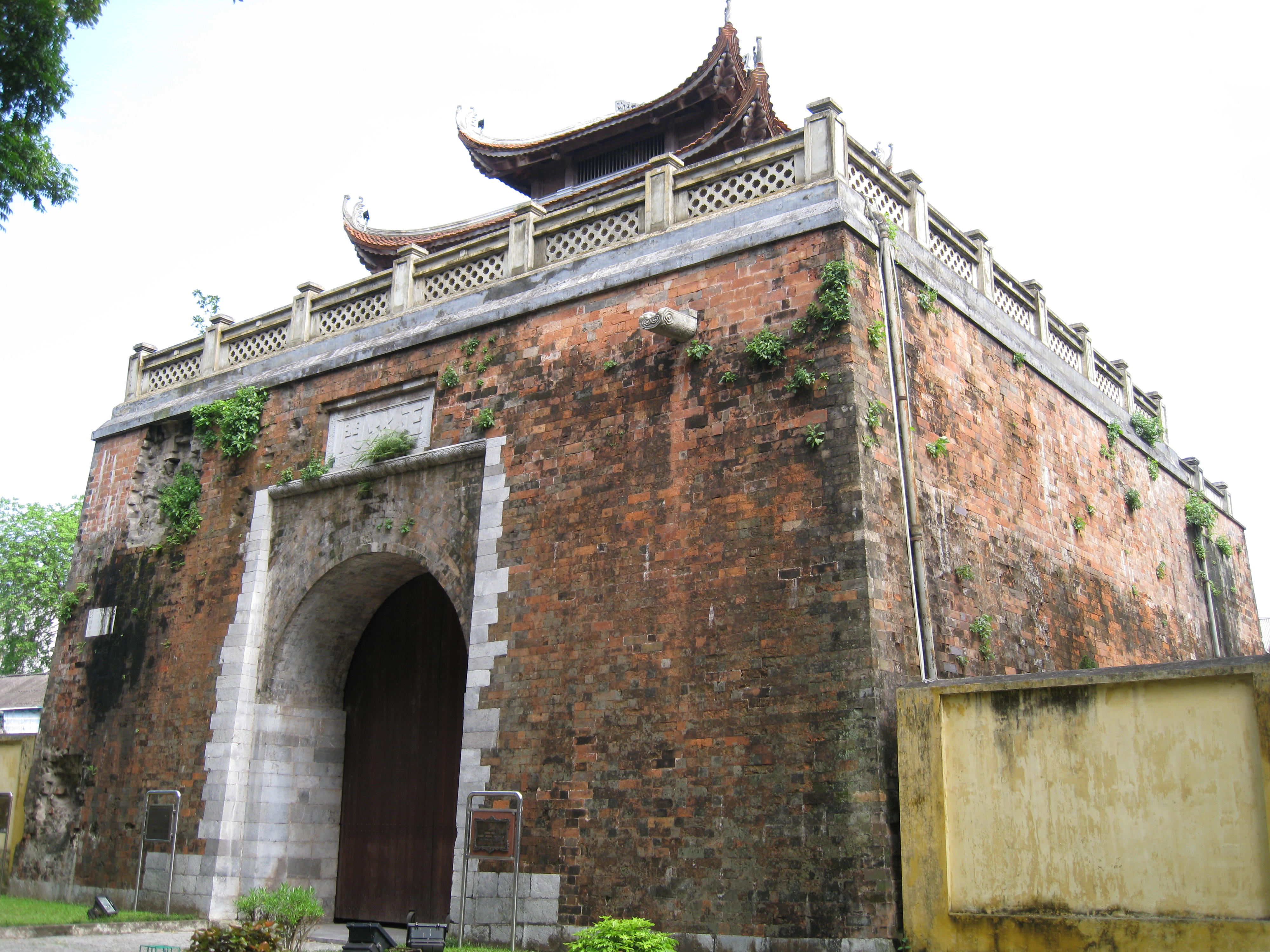
Di tích khảo cổ Hoàng thành Thăng Long ở Hà Nội
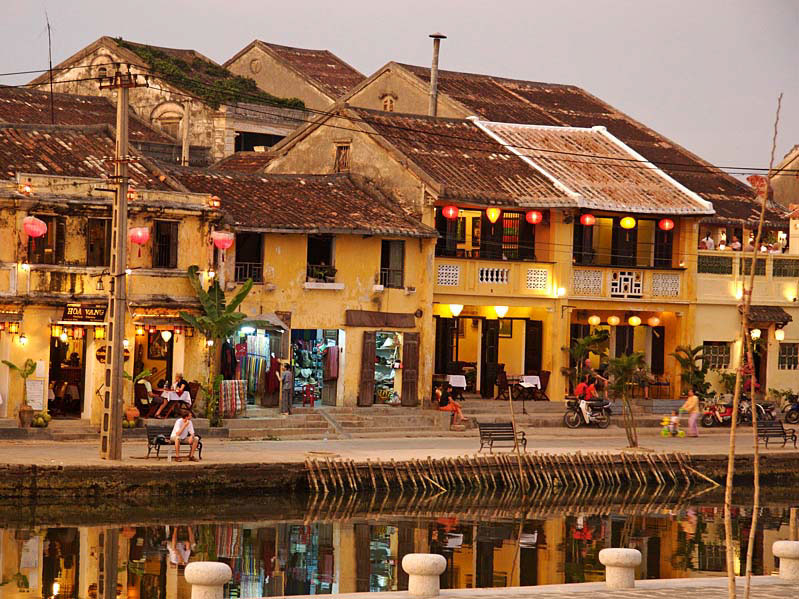
Phố cổ Hội An
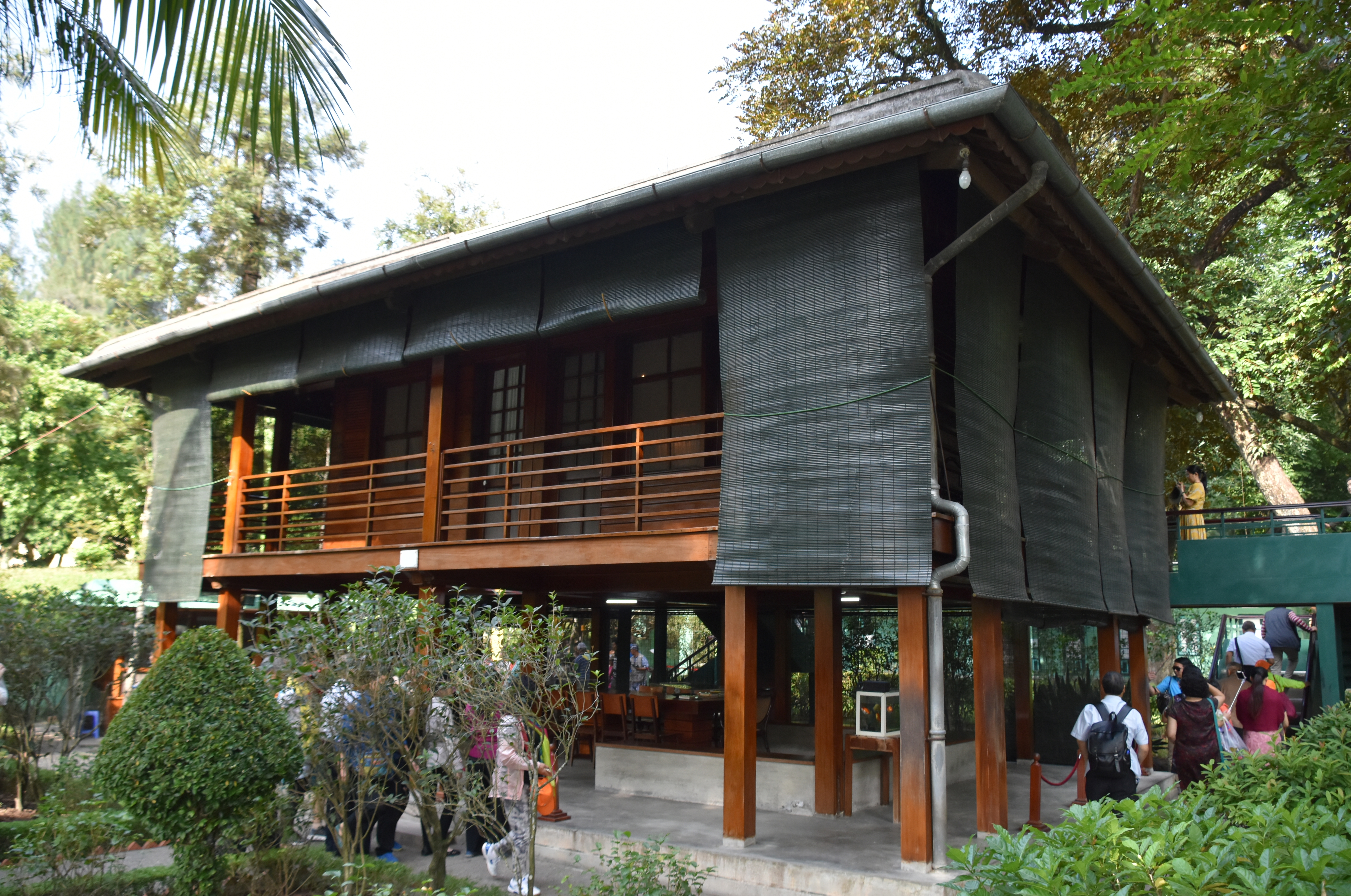
Khu di tích Phủ Chủ tịch
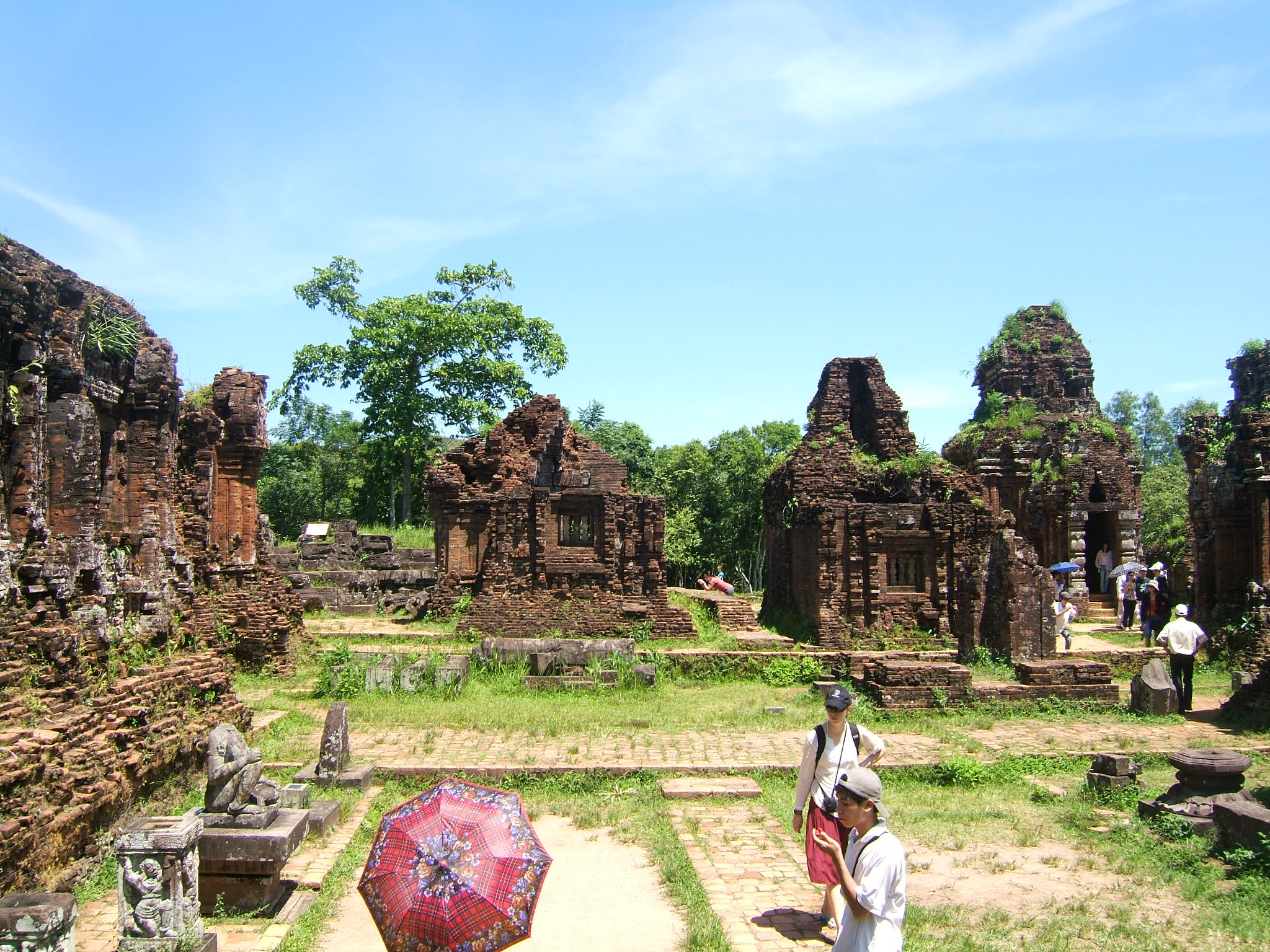
Thánh địa Mỹ Sơn (Quảng Nam)
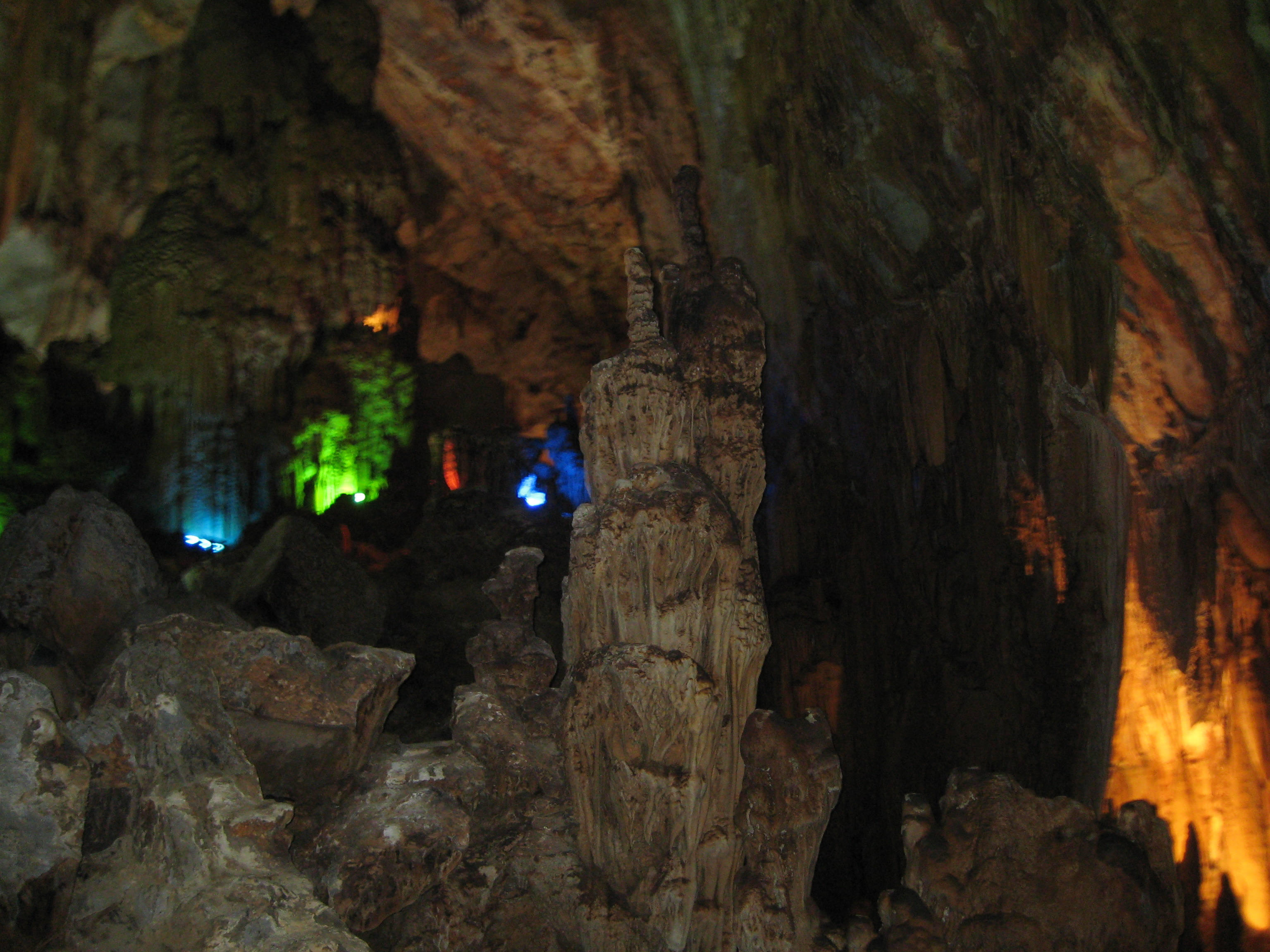
Phong Nha (Quảng Bình)
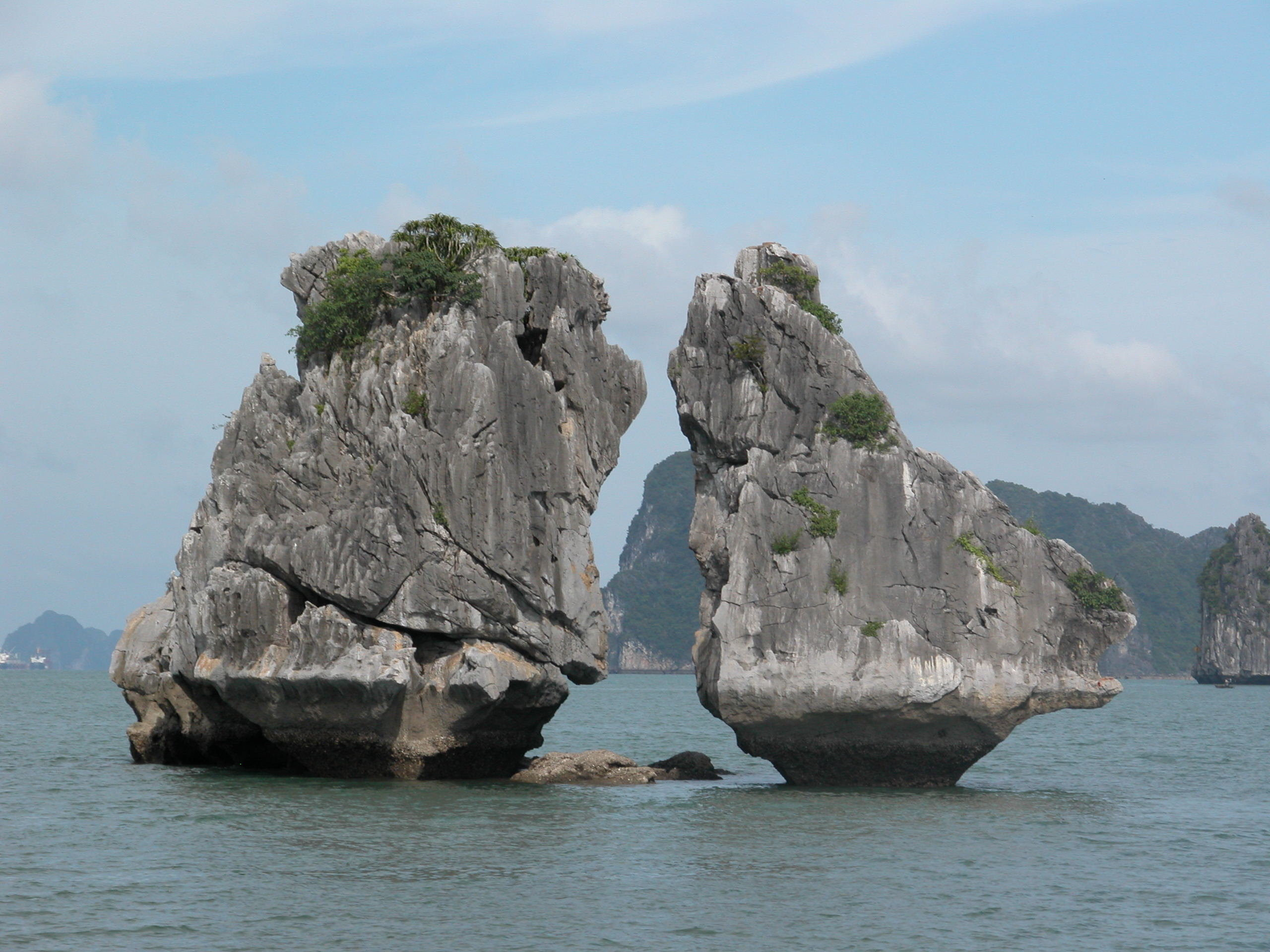
Vịnh Hạ Long)
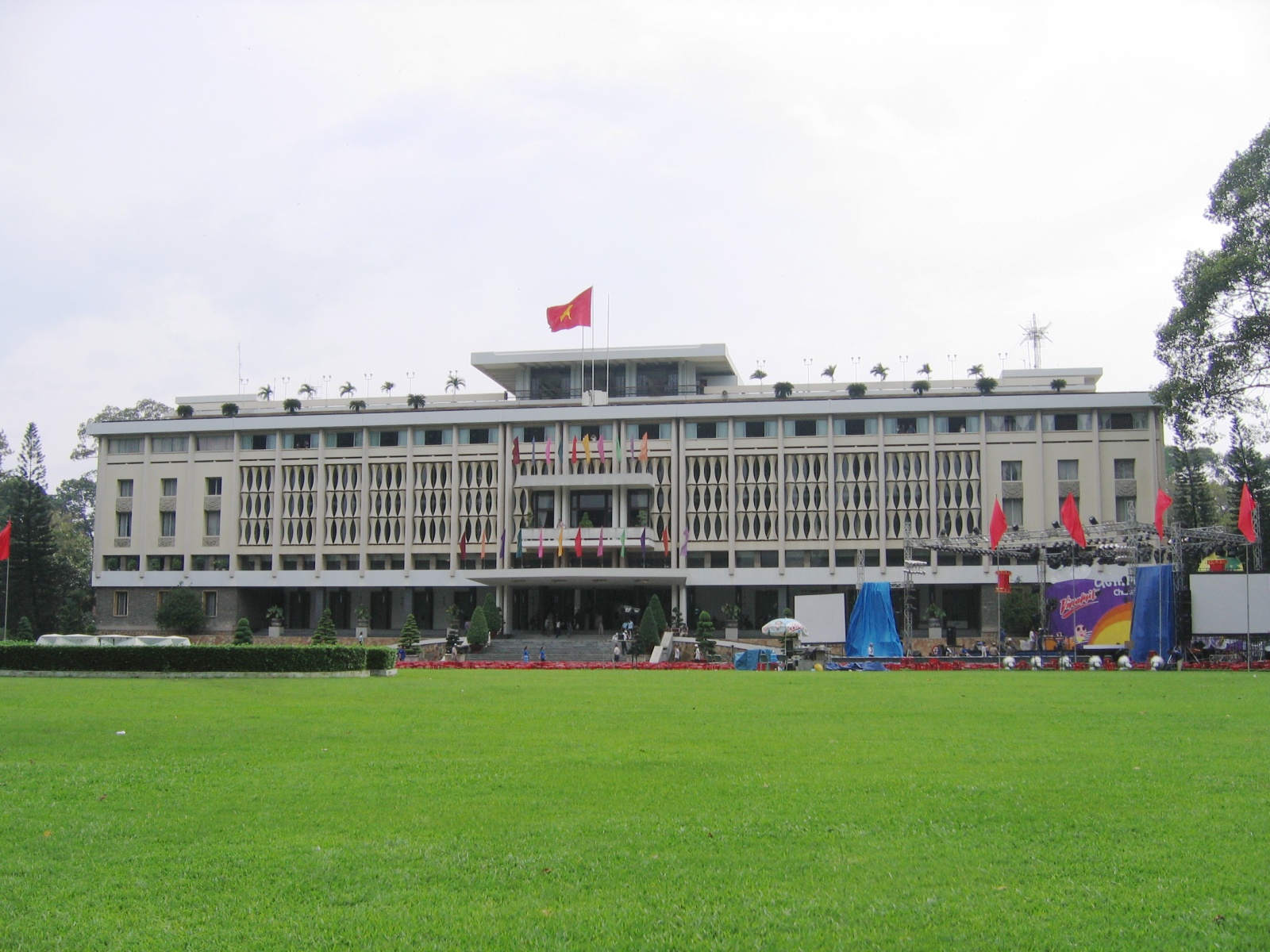
Dinh Độc Lập (Thành phố Hồ Chí Minh)
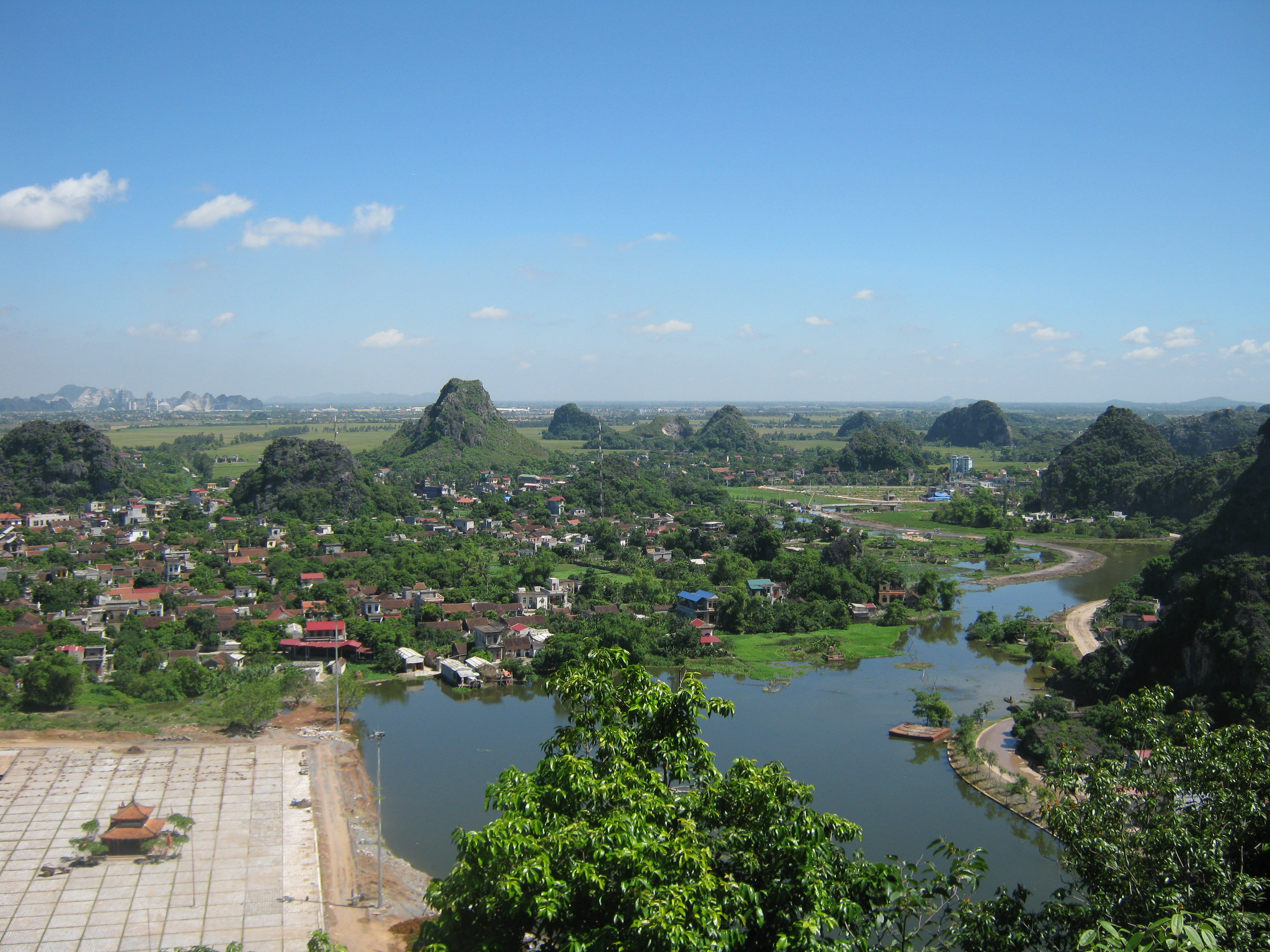
Cố đô Hoa Lư (Ninh Bình)
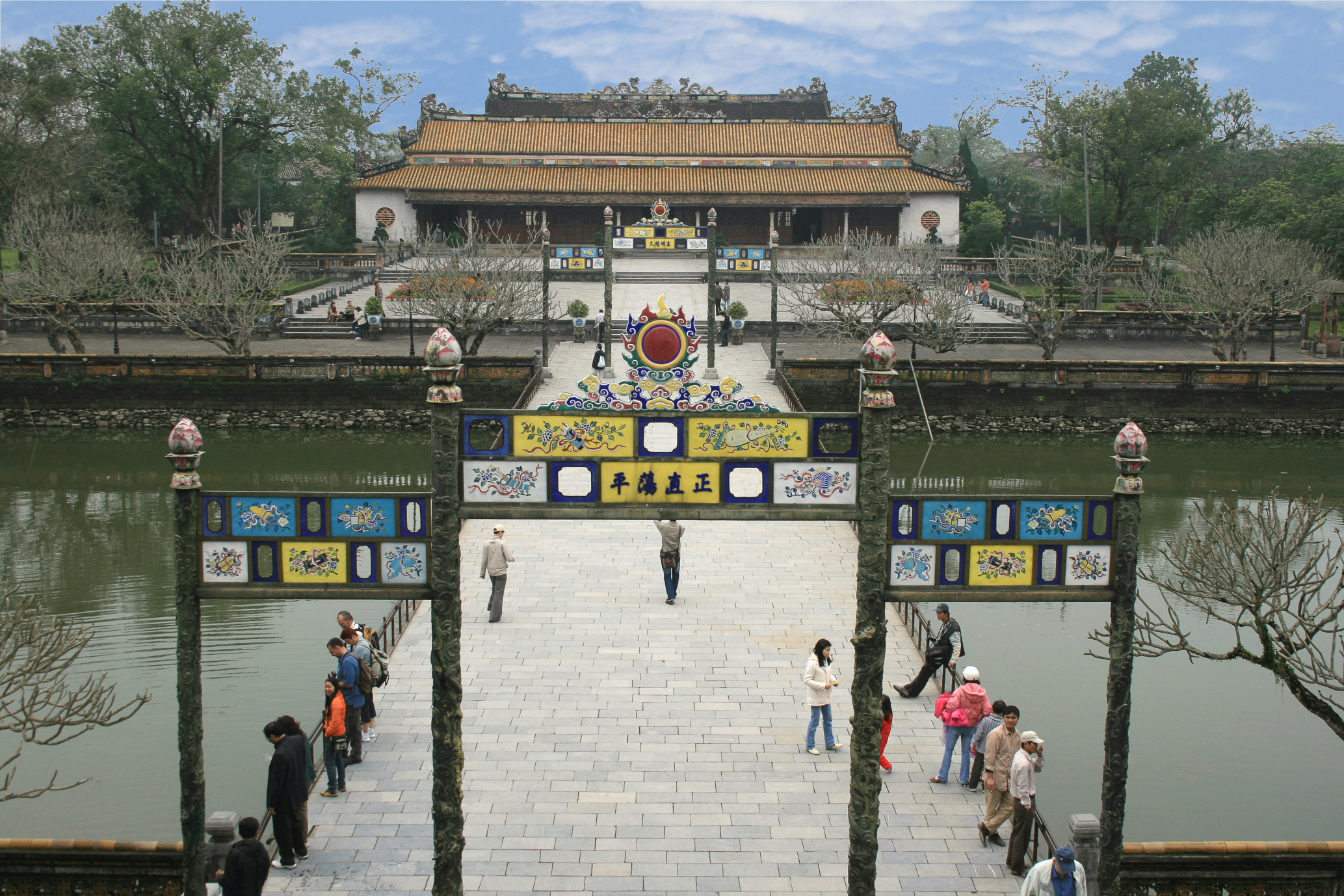
Quần thể di tích Cố đô Huế (Thừa Thiên Huế)